# محافظة يانغيانغ
محافظة يانغيانغ (يانغيانغ غون) هي محافظة في مقاطعة غانغوون، كوريا الجنوبية. وبلغ عدد سكانها 30،141 نسمة سنة 2000.

## وصلات خارجية
- الصفحة الرئيسية لحكومة المحافظة نسخة محفوظة 19 نوفمبر 2005 على موقع واي باك مشين. (بالإنجليزية)